# Polder Rheinschanzinsel

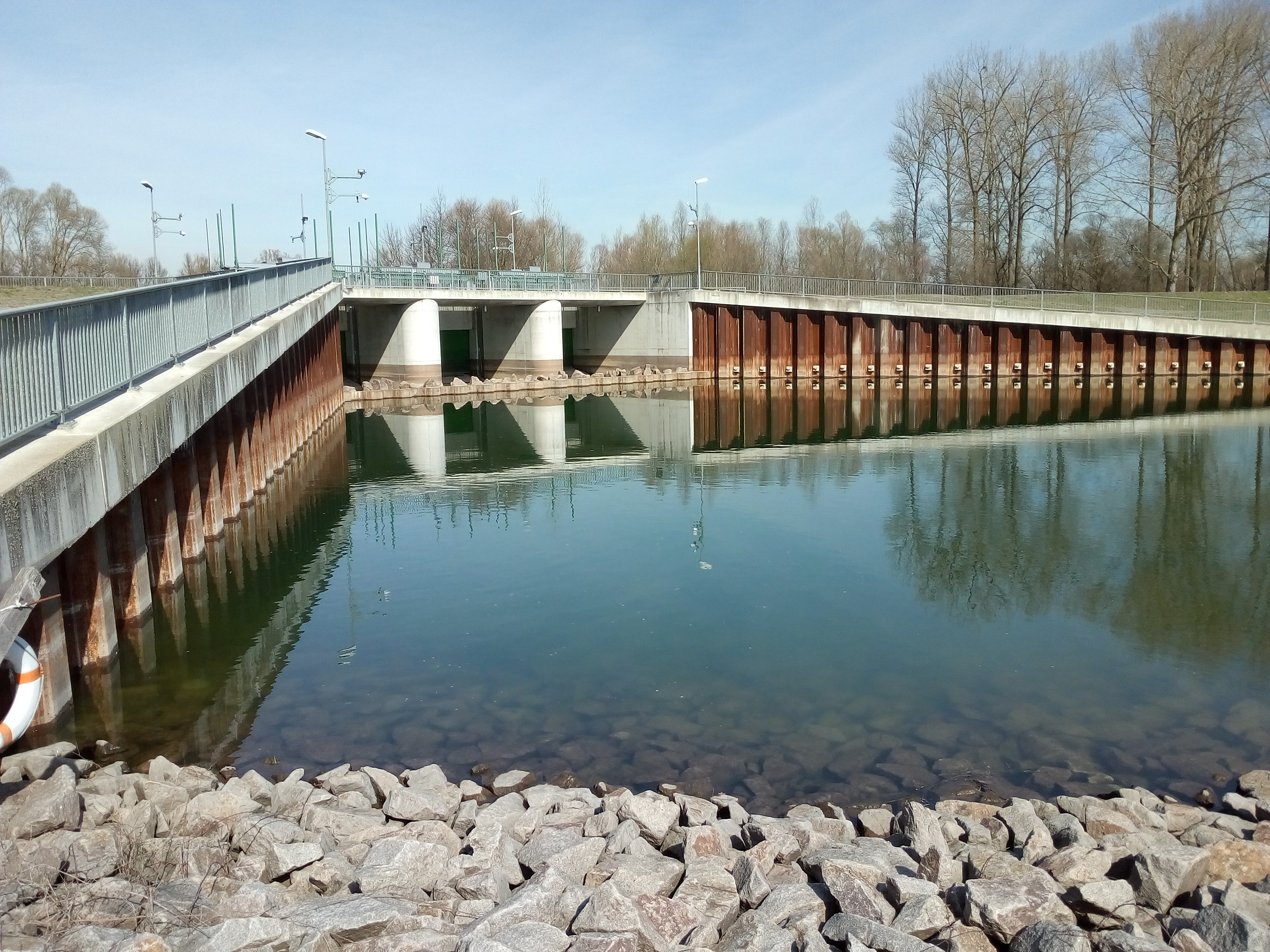
Polder Rheinschanzinsel, Ein- und Auslassbauwerk mit binnenseitigem Kolksee

Der Polder Rheinschanzinsel ist ein Rückhalteraum zum Schutz vor Hochwasser am Oberrhein bei Rheinkilometer 391. Er liegt auf der Rheinschanzinsel bei der Stadt Philippsburg im baden-württembergischen Landkreis Karlsruhe.
Der Polder ist Teil des Integrierten Rheinprogramms, mit dem am Oberrhein der Schutz vor einem 200-jährlichen Hochwasser wiederhergestellt werden soll, der durch den Bau von Staustufen am südlichen Oberrhein und  die Eindeichung von Flussauen  verlorengegangen war.
Die Rheinschanzinsel entstand während der Tulla’schen Rheinkorrektion durch die Anlage des Mechtersheimer Durchschnitts (1837–1844). Ihr Name verweist auf die frühere Festung Philippsburg und deren linksrheinischen Brückenkopf. Die Insel wurde und wird intensiv landwirtschaftlich genutzt, im Süden der Insel liegen der Mittel- und der Unterhof. Im Westen der Insel befand sich das Atomkraftwerk Philippsburg, dessen weithin sichtbaren Kühltürme 2020 gesprengt wurden. Der durch die Rheinkorrektion entstandene Philippsburger Altrhein ist heute dreigeteilt: Der obere Teil diente der Kühlwasserentnahme des Atomkraftwerks. Der mittlere Teil wird als Mahlbusen des Schöpfwerks Philippsburg genutzt, das während der Pfinz-Saalbach-Korrektion zur Binnenentwässerung gebaut wurde. In ihn münden der Rheinniederungskanal und die Saalbach. Der untere Teil schließt an den Rhein an; er wurde durch Kiesabbau im Bereich der Rheininsel Korsika seenartig erweitert.
Der Polder liegt im Norden und Osten der Rheinschanzinsel. Auf einer Fläche von 210 Hektar können bis zu 6,2 Millionen Kubikmeter Wasser zurückgehalten werden. Zum Fluten und Entleeren des Polders entstand ein Ein- und Auslassbauwerk im Norden der Insel, das an den Baggersee bei der Insel Korsika anschließt. Über das Bauwerk können bis zu 130 Kubikmeter Wasser je Sekunde in den Polder geleitet werden. Bei Hochwasser wird der Polder Rheinschanzinsel fünf Stunden nach dem Polder Wörth/Jockgrim eingesetzt.
Um bebaute Gebiete vor einem Anstieg des Grundwassers während des Polderbetriebs zu schützen, entstanden zwei Pumpwerke am Walthersee im Süden⊙ und am Freyersee im Norden⊙ von Philippsburg. Zudem wird der Wasserspiegel im Philippsburger Altrhein durch das Schöpfwerk Philippsburg⊙ abgesenkt.
Neben den Flutungen zum Hochwasserschutz werden in Abhängigkeit vom Rheinwasserstand sogenannte partielle Flutungen durchgeführt. Ziel dieser Flutungen ist die Renaturierung einer rund 90 Hektar großen Teilfläche des Polders, in der sich wieder eine Auenlandschaft entwickeln soll. Für die partiellen Flutungen wurde die Auenschleuse westlich des Ein- und Auslassbauwerks gebaut. Um Tieren beim Einsatz des Polders Rückzugsmöglichkeiten zu bieten, entstanden drei Wildrettungshügel.
Das Planfeststellungsverfahren wurde 2004 durchgeführt. Es wurden 111 Einwendungen erhoben, die sich häufig gegen den befürchteten Anstieg des Grundwassers richteten. Im Planfeststellungsbeschluss werden die Erfolge rechtzeitiger Absprachen deutlich; viele Einwendungen konnten bereits im Vorfeld geklärt werden.
Der Polder wurde im November 2015 fertiggestellt, Die Baukosten betrugen rund 75 Millionen Euro, wovon das Land Baden-Württemberg 58,5 Prozent und die Bundesrepublik Deutschland 41,5 Prozent übernahmen. Es wird damit gerechnet, dass der Polder ungefähr drei bis viermal je Jahrhundert zum Hochwasserschutz eingesetzt werden muss.
Benachbarte Polder des Integrierten Rheinprogramms sind die Polder Mechtersheim und Flotzgrün am linken Rheinufer.